# David Oyedepo
David Olaniyi Oyedepo (* 27. září 1954) je nigerijský pastor, spisovatel a kazatel jím založené církve Winners’ Chapel. Je představitelem charismatického hnutí. Patří k nejbohatším duchovním na světě.